# Арруа, Жан-Поль
Жан-Поль Арруа (фр. Jean-Paul Harroy, 4 мая 1909, Схарбек — 8 июля 1995, Иксель) — бельгийский колониальный государственный служащий, был последним губернатором и единственным генерал-резидентом Руанды-Урунди. Его срок совпал с революцией в Руанде и убийством популярного бурундийского политического лидера принца Луи Рвагасоре. Утверждалось, что Арруа мог быть причастным к убийству.

## Образование и карьера
Жан-Поль Арруа учился в бизнес-школе Сольвей, которую окончил как бизнес-инженер в 1931 году. В 1936 году он получил академическую степень по колониальным наукам в Брюссельском свободном университете, а в 1946 году получил звание доктора колониальных наук. Его диссертация была посвящена эрозии грунтов в Центральной Африке и называлась фр. Afrique, terre qui meurt, la dégradation des sols africains sous l'influence de la colonization («Африка, умирающая земля: деградация африканских грунтов под влиянием колонизации»). Эта работа имела определённое международное влияние, как в Соединённых Штатах, так и в Советском Союзе, и Арруа считался ведущим экспертом в области прикладной экологии в Африке.
С 1932 года до 1935 года Жан-Поль Арруа работал в семейной компании, прежде чем был назначен руководителем Института национальных парков Бельгийского Конго, предшественником Конголезского Института по охране природы. С 1948 по 1955 год Жан-Поль Арруа был первым генеральным секретарем Международного союза охраны природы (МСОП).

## Убийство принца Луи Рвагасоре
Арруа прибыл в Руанду-Урунди в 1955 году и был губернатором территории, а также был вице-генерал-губернатором Бельгийского Конго. После официальных требований Урунди по независимости 20 января 1959 года первые демократические выборы в Урунди состоялись 8 сентября 1961 года. На этих выборах победила UPRONA, многонациональная партия единства во главе с принцем Луи Рвагасоре, которая набрала чуть больше 80% голосов электората. После выборов, 13 октября, Рвагасоре был убит. Убийство спланировали члены пробельгийской Христианско-демократической партии (PDC) Рвагасоре был известным критиком администрации Арруа. Перед казнью убийца Жан (Иоаннис) Кагеоргис прямо обвинил Арруа и Ренье в убийстве.
Политолог Рене Лемаршан писал, что «Арруа видит многое в Барунди как воплощение дьявола. Более взвешенная оценка свидетельствует о том, что он, по всей вероятности, войдёт в историю как один из самых безответственных и неумелых колониальных государственных служащих, руководивших процессом ликвидации колониального правления в Африке».

## Дальнейшая жизнь
После своего правления в качестве генерал-губернатора Руанды-Урунди, Арруа продолжил работу профессором в Брюссельском свободном университете. В 1987 году он опубликовал мемуары, повествующие о колониальной службе. Он умер в 1995 году в Икселе, предместье Брюсселя.

## Труды
- (фр.) Burundi, 1955—1962: Souvenirs d'un combattant d'une guerre perdue (1987)
- (фр.) Rwanda, de la féodalité à la démocratie (1955—1962). Bruxelles, éditions Hayez, 1984. — 512 p.